# Gelbbauch-Mistelfresser

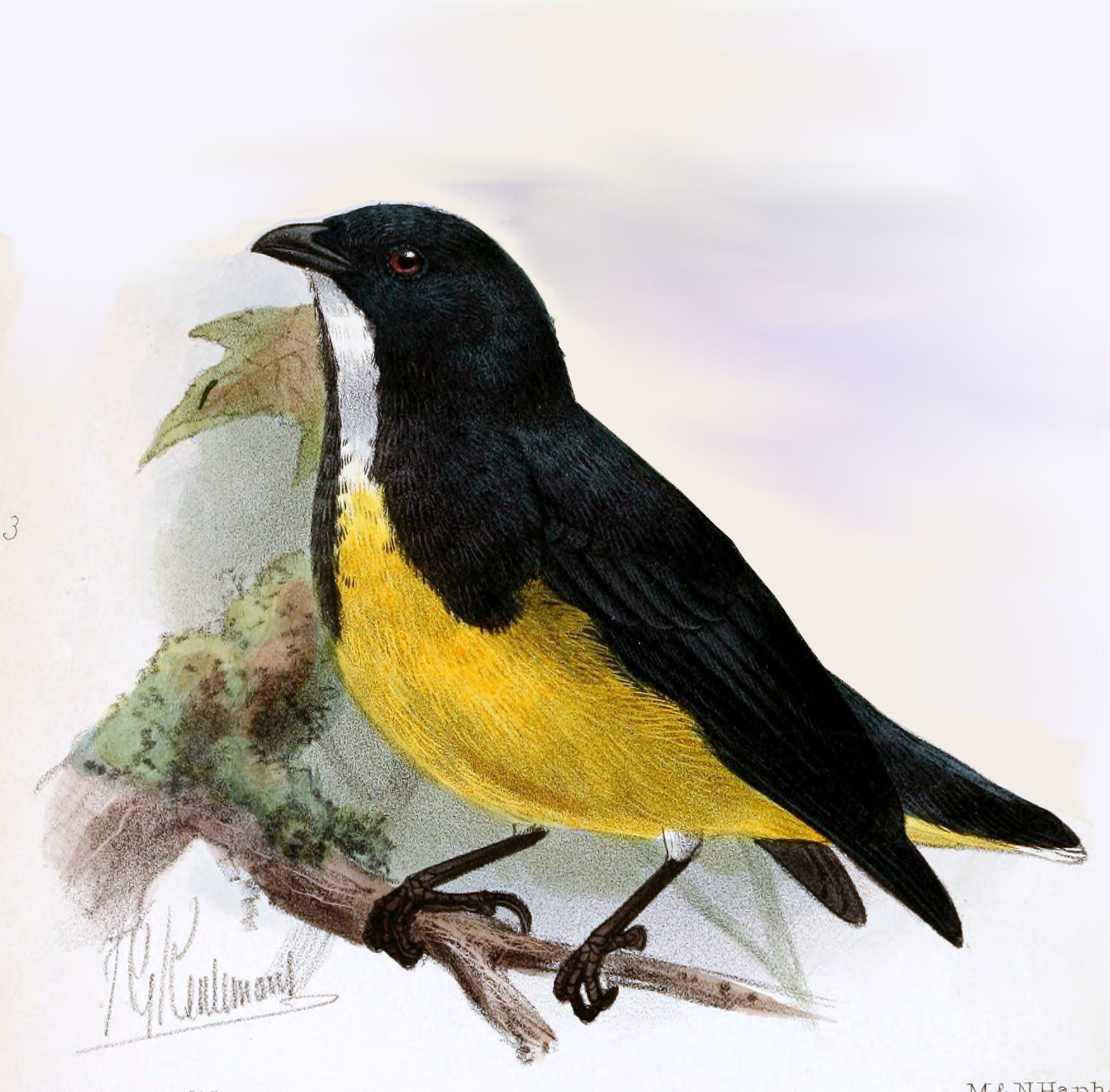
John Gerrard Keulemans - The Ibis, ser. 3, vol. 4

Der Gelbbauch-Mistelfresser (Dicaeum melanoxanthum, Syn.: Dicaeum melanozanthum) ist eine Vogelart aus der Familie der Mistelfresser (Dicaeidae).
Der lateinische Artzusatz kommt von altgriechisch μελας melas, deutsch ‚schwarz‘ und altgriechisch ξανθος xanthos, deutsch ‚gelb‘.
Der Vogel kommt in östlichen Himalaya von Nepal über Nordostindien, Südwestchina, Myanmar bis Vietnam vor.
Das Verbreitungsgebiet umfasst gemäßigte, tropische oder subtropische Wälder und feuchte Bergwälder bis 2500 m Höhe.

## Merkmale
Der Vogel ist 11–13 cm groß, Kopf und Oberseite sind leicht glänzend schiefergrau bis bläulich-schwarz, Flügeloberseite und Schwanz sind schwarz, die beiden äußeren Schwanzfeder haben einen großen weißen Fleck. Der Schnabel ist groß und kräftig, Hals und Kehle sind weiß, ein dunkles Brustband grenzt zur gelben Unterseite hin ab. Das Weibchen ist braun bis grau.
Die Art ist monotypisch.

## Stimme
Der Ruf des Männchens wird als aufgeregtes „zit-zit-zit-zit“ beschrieben.

## Lebensweise
Die Nahrung besteht hauptsächlich aus Insekten, wohl auch aus Früchten, Nektar und Pollen.
Die Brutzeit liegt zwischen April in Myanmar, Juni in Indien und Juli in Nepal. Meist werden drei weiße Eier gelegt.

## Gefährdungssituation
Der Bestand gilt als nicht gefährdet (Least Concern).